# Heilbad Heiligenstadt

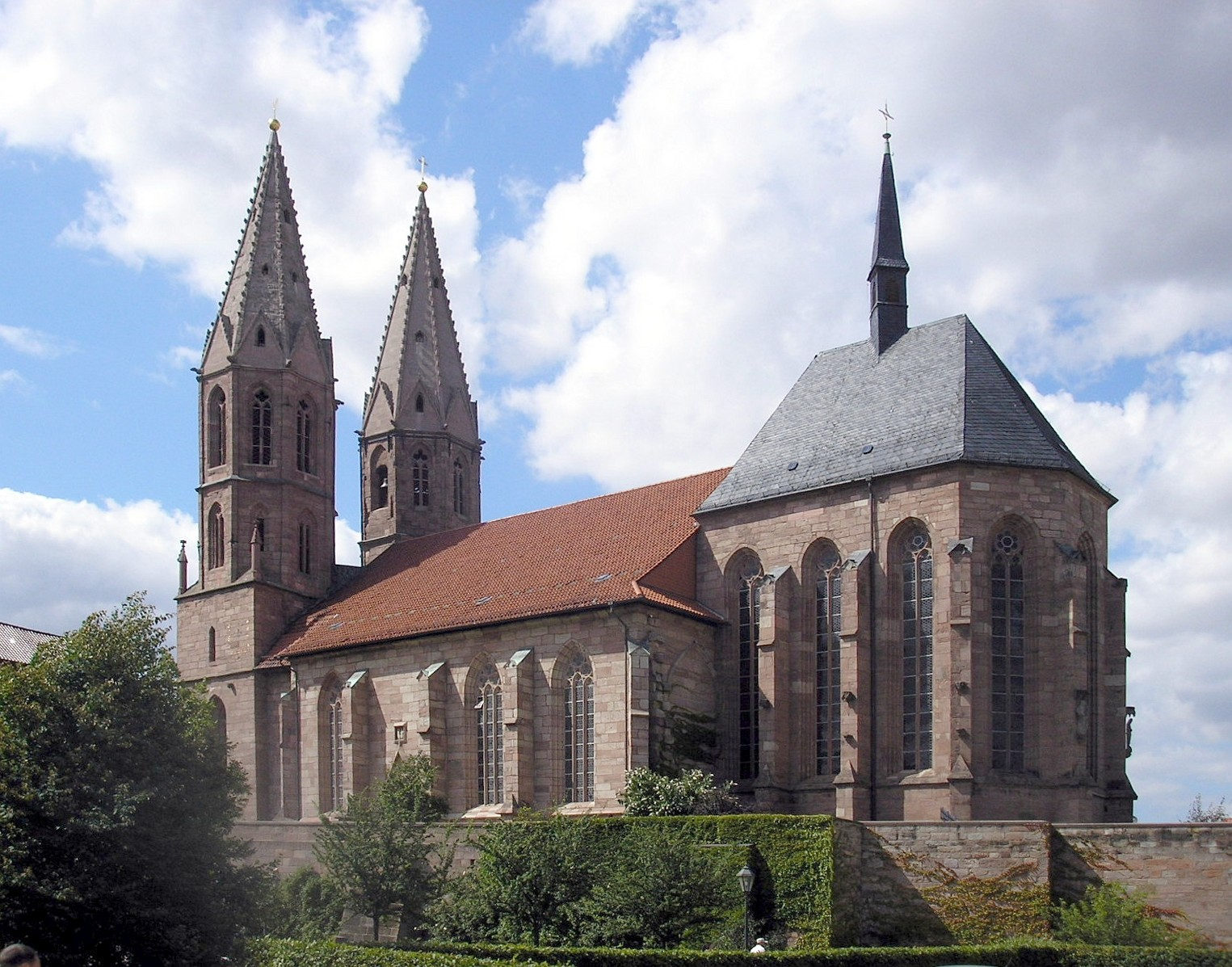
Kościół NMP (St. Marien)

Heilbad Heiligenstadt – uzdrowiskowe miasto powiatowe w Niemczech, w kraju związkowym Turyngia, siedziba powiatu Eichsfeld. Leży na pograniczu trzech niemieckich krajów związkowych: Hesji, Dolnej Saksonii oraz Turyngii, zaledwie 14 km od trójstyku.
1 stycznia 2019 do miasta przyłączono gminę Bernterode (bei Heilbad Heiligenstadt) ze wspólnoty administracyjnej Ershausen/Geismar, która stała się automatycznie jego dzielnicą. 1 stycznia 2024 gminy Glasehausen oraz Hohes Kreuz stały się dzielnicami miasta.

## Geografia
Miasto położone jest na wysokości ok. 260 m n.p.m., nieopodal parku krajobrazowego Eichsfeld-Hainich-Werratal, nad rzeką Leine.

## Gospodarka
W mieście rozwinął się przemysł włókienniczy, papierniczy oraz metalowy.

## Historia
Kalendarium:
- 973 – pierwsza wzmianka o Heiligenstadt
- 1227 – władzę nad miastem przejmują arcybiskupi Moguncji, według dekretu Zygfryda II z Eppstein
- 1460 – w Heiligenstadt urodził się Tilman Riemenschneider
- 1618–1648 – wojna trzydziestoletnia przynosi miastu znaczne zniszczenia
- 1929 – odkrycie źródeł mineralnych i solankowych i nadanie miastu statusu uzdrowiska
- 1949–1989 – Heiligenstadt należał do NRD
- 1994− miasto ponownie otrzymuje status miasta powiatowego

## Zabytki

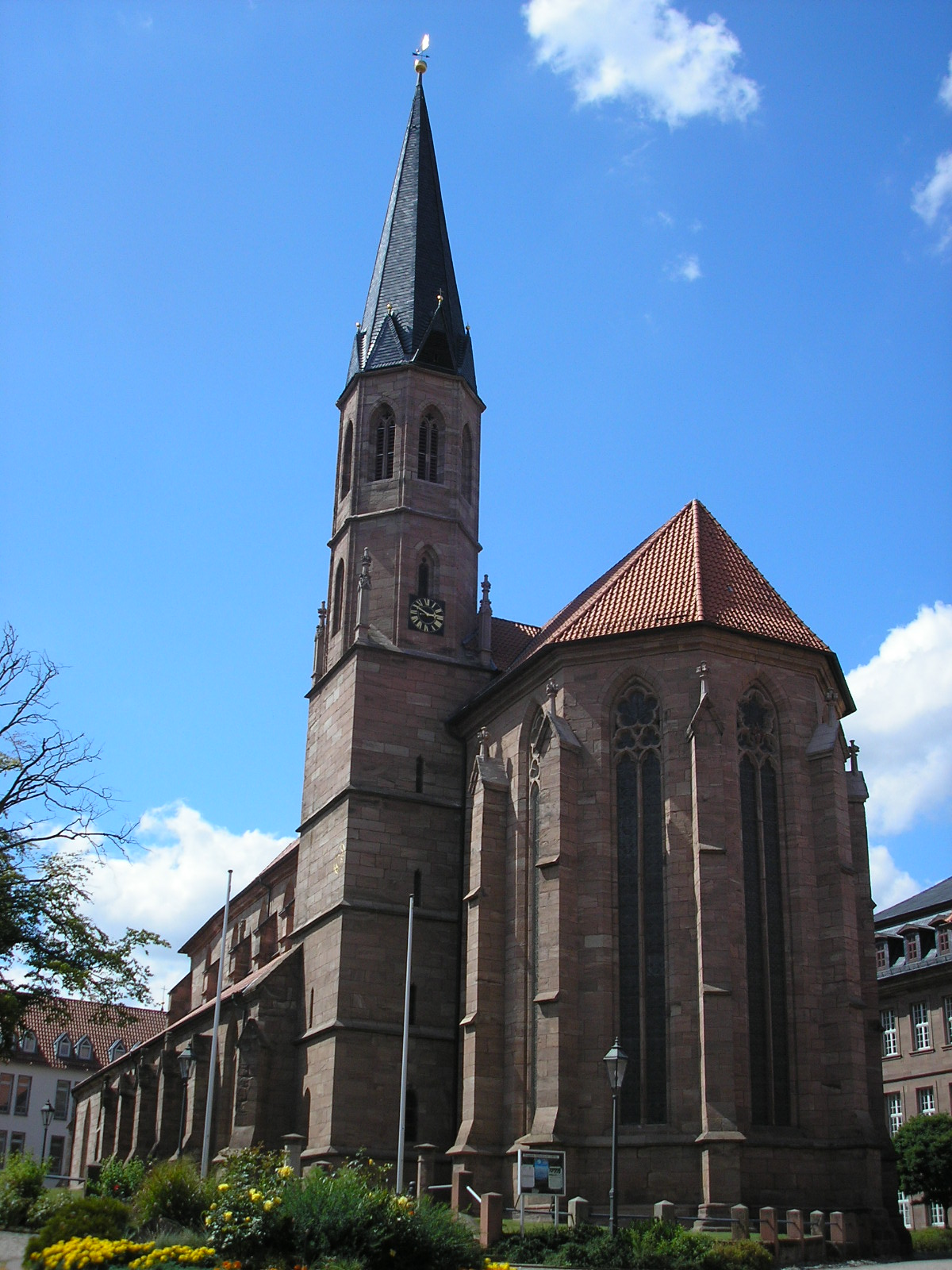
Kościół św. Marcina (St Martin)

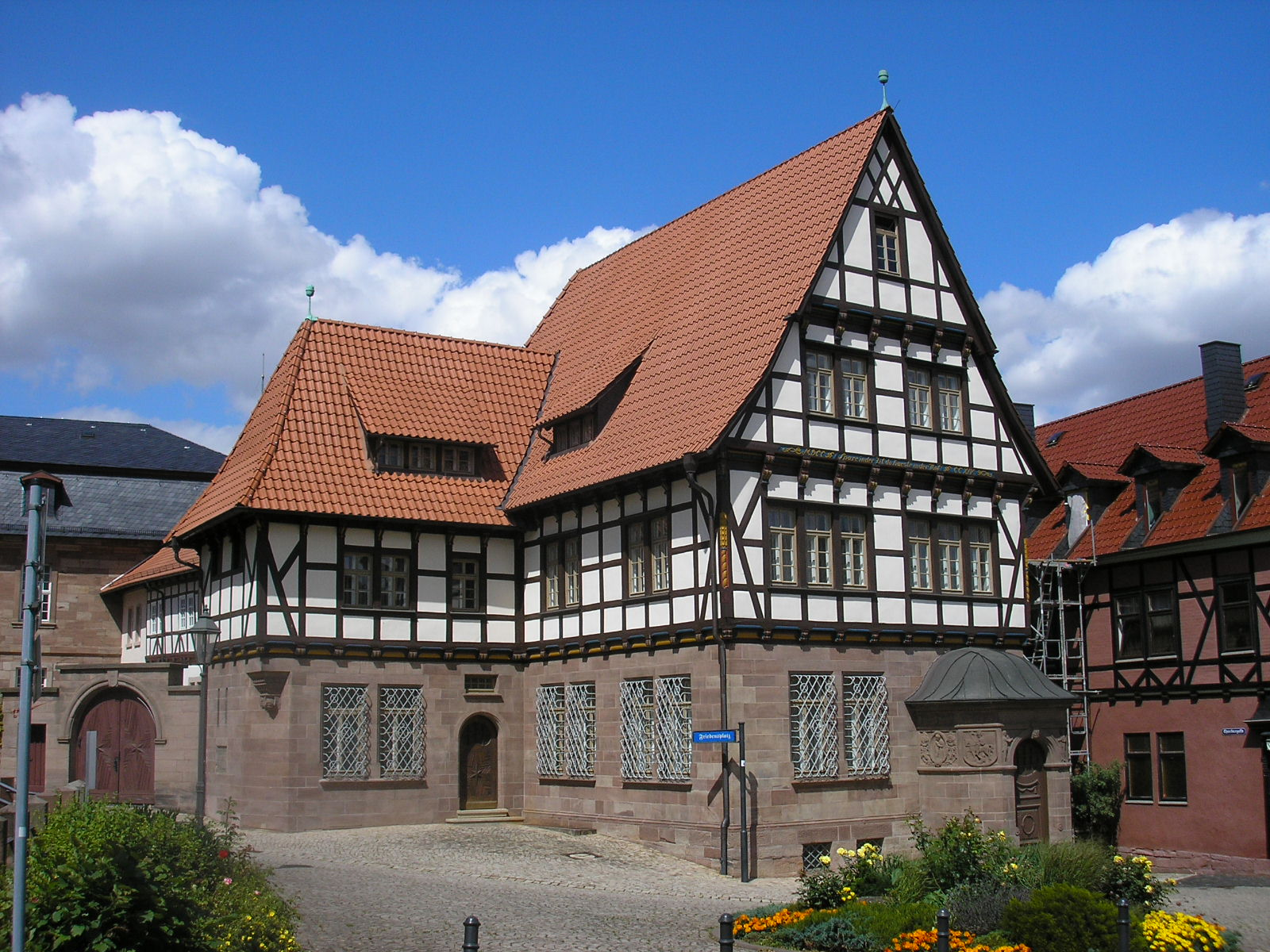
tzw. Dom Moguncki

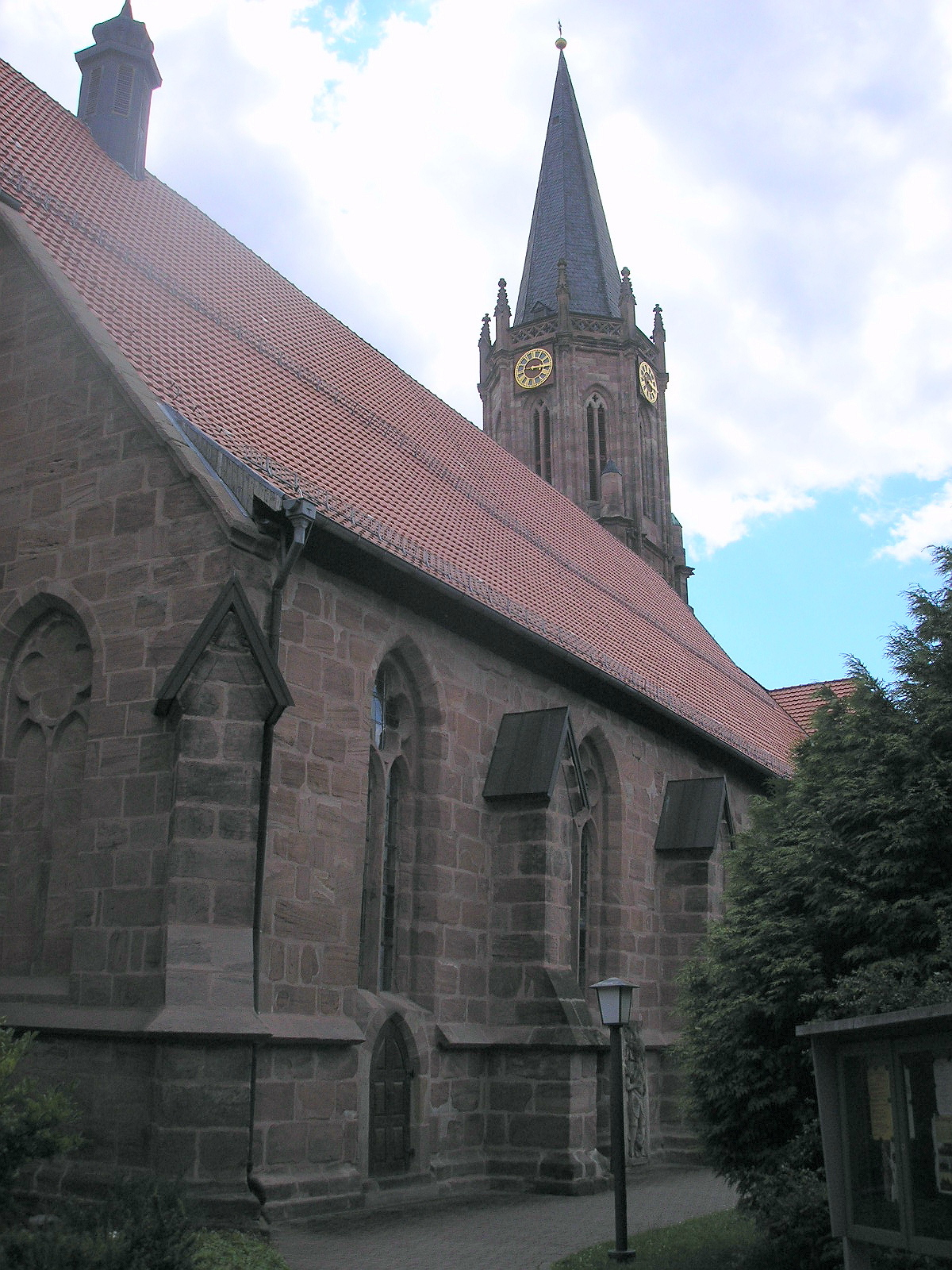
Kościół św. Idziego (St. Aegidien)

- kościół św. Idziego (St. Aegidien) – gotycka, zbudowana do ok. 1333 trójnawowa hala. Zachodni portal o formie schodkowej zdobi zespół rzeźb z końca XIV wieku., przedstawiających m.in. Madonnę z Dzieciątkiem, św. Jakuba i św. Idziego. We wnętrzu m.in. barokowy ołtarz główny z 1638 r., XV-wieczny tryptyk pochodzący z klasztoru Zella z przedstawieniem św. Anny i św. Dziewic, brązowa chrzcielnica z przedstawieniem Matki Boskiej, podwójny nagrobek tumbowy św. Aureliusza i św. Justyna z 1390. Na ścianach zachowały się częściowo malowidła z XV w.
- kościół Mariacki (St Marien) – XIV-wieczny kościół trójnawowy, halowy, z wczesnogotyckim dwuwieżowym westwerkiem. Do wejścia prowadzą reprezentacyjne schody. Wewnątrz znajduje się gotycki tryptyk z malowidłami o tematyce pasyjnej, malowany przez Hansa Raphona, znanego z m.in. podobnego ołtarza w katedrze w Halberstadt, ponadto aż trzy rzeźbione Madonny z Dzieciątkiem, reprezentujące tzw. styl piękny; jedna kamienna z końca XIV wieku, o bardzo dynamicznej pozie, oraz dwie drewniane, jedna z 1414 r., druga będąca przedstawieniem dewocyjnym z lat 20. XV w. Z tego wieku także pochodzą fragmenty polichromii z przedstawieniami m.in. koronacji NMP.
- kaplica cmentarna św. Anny (St.-Annen-Kapelle) – XIV-wieczna budowla centralna, na planie oktagonu. Położona jest nieopodal kościoła NMP, z którego przeniesiono północny portal
- kościół św. Marcina (St. Martin) – na miejscu dawniejszego XIII-wiecznego kościoła (zachowała się krypta) zaczęto wznosić nowy, gotycki. Budowa kościoła trwała od 1304 do 1487. Pomimo tego, kościół zachował jednorodny kształt, jest to trójnawowa bazylika bez transeptu z długim chórem. Północny portal zawiera bogata dekorację rzeźbiarską, w tympanonie znajduje się płaskorzeźba z przedstawieniem patrona świątyni. Z wyposażenia należy wyróżnić pulpit z pocz. XIV w. w formie śpiewającego chłopca, trzymający podstawę na Biblię, gotycka chrzcielnica i tumba arcybiskupa Moguncji Adolfa I (zm. w 1390 r.), rzeźby przedstawiające m.in. Adama i Ewę, oraz śpiewaka trzymającego psałterz. Na kapitelach korpusu zachowała się częściowo także XIV-wieczna dekoracja, głównie ze scenami chrystologicznymi
- tzw. Dom Moguncki – przykład starego budownictwa ryglowego, dwukondygnacyjny, z dwupiętrowym poddaszem.
- zespół budynków o konstrukcji ryglowej z XVII-XIX w. w rejonie Rynku, oraz ulic Sperbengasse i Windische Gasse
- pałac, zbudowany w stylu późnobarokowym w latach 1736–1738. We wnętrzu zachowała się częściowo pierwotna dekoracja stiukowa.
- budynek kolegium jezuickiego z barokowym portalem
- Nowy Ratusz z 1739. Przed nim stoi wzniesiona w 1738 fontanna Neptuna.

## Zwyczaje
W Niedzielę Palmową w mieście odbywają się uroczyste procesje, a w Wielki Tydzień atrakcją Starego Miasta są misteria pasyjne. Procesje miały miejsce także w czasach NRD.

## Osoby

### urodzone w Heilbad Heiligenstadt
- Dieter Althaus – premier kraju związkowego Turyngia
- Tilman Riemenschneider – znany rzeźbiarz późnego gotyku

### związane z miastem
- Heinrich Heine – poeta niemiecki pochodzenia żydowskiego
- Theodor Storm – pisarz, w mieście jest muzeum mu poświęcone

## Współpraca
Miejscowości partnerskie
- Heiden, Nadrenia Północna-Westfalia
- Hennef (Sieg), Nadrenia Północna-Westfalia
- Husum, Szlezwik-Holsztyn
- Rheda-Wiedenbrück, Nadrenia Północna-Westfalia